# Lijst van personages uit Het Bureau
Dit is een lijst van personages uit de roman-cyclus Het Bureau van J.J. Voskuil. De reeks beschrijft het werkzame leven van Voskuil bij het Meertens Instituut, in de boeken het A.P. Beerta-instituut. Hij baseerde de romanpersonages op bestaande personen, vooral collega’s, maar voerde iedereen onder een andere naam op. Zo heet de hoofdpersoon, het alter ego van J.J. Voskuil zelf, in het boek Maarten Koning, terwijl de directeur en naamgever van het bureau werd omgedoopt van Meertens tot Beerta.
De roman-cyclus is door de NPS tot een hoorspel verwerkt. In de lijst zijn dus de fictieve personages opgenomen, hun tegenhangers uit de werkelijkheid en de stemacteurs die hen in het hoorspel spelen. Het orgaan Ons tijdschrift uit de cyclus is gebaseerd op het tijdschrift Volkskunde.
| In Het Bureau       | Beroep | In de werkelijkheid       | Stem-acteur               |
| ------------------- | --- | ------------------------- | ------------------------- |
| Bart Asjes          | Wetenschappelijk medewerker van het A.P. Beerta-instituut                                                   | Jaap Baarspul             | Jacob Derwig              |
| Jaap Balk           | Directeur van het A.P. Beerta-instituut                                                                     | Dick Blok                 | Mark Rietman              |
| Anton Beerta        | Directeur van het A.P. Beerta-instituut                                                                     | Piet Meertens             | Joop Keesmaat             |
| Cor de Bruin        | Conciërge van het Bureau                                                                                    | C. de Grijs               | Huub van der Lubbe        |
| Jaring Elshout      | Hoofd muziekarchief A.P. Beerta-instituut                                                                   | Ate Doornbosch            | Geert Lageveen            |
| Richard Escher      | Administratief medewerker van het A.P. Beerta-instituut                                                     | Dries Höweler             | Cees Geel                 |
| Henriette Fagel     | goede vriendin van Maarten en Nicolien, vertaalster                                                         | Frida Vogels              | Catherine ten Bruggencate |
| Flip de Fluiter     | Medewerker afdeling dialectologie A.P. Beerta-instituut                                                     | Jan Stroop                | Harry van Rijthoven       |
| Nico Goud           | Administratief medewerker afdeling Naamkunde van het A.P. Beerta-instituut                                  | Nico Stolk                | Tom Sijtsma               |
| Stanley Graanschuur | administratief ambtenaar Volksliedarchief                                                                   | Nedly Elstak              | Kenneth Herdigein         |
| Dé Haan             | Hoofd afdeling dialectologie A.P. Beerta-instituut                                                          | Jo Daan                   | Hanneke Riemer            |
| Kaatje Kater        | lid van de toezichtcommissie, keltoloog                                                                     | Maartje Draak             | Marjon Brandsma           |
| Klaas Koning        | Hoofdredacteur van het Vrije Volk                                                                           | Klaas Voskuil             | Eric van der Donk         |
| Maarten Koning      | Wetenschappelijk medewerker van het A.P. Beerta-instituut                                                   | J.J. Voskuil              | Krijn ter Braak           |
| Nicolien Koning     | Huisvrouw                                                                                                   | Lousje Voskuil-Haspers    | Yvonne van den Hurk       |
| Ad Muller           | Wetenschappelijk medewerker van A.P. Beerta-instituut                                                       | Ton Dekker                | Hans Hoes                 |
| Huub Pastoors       | Wetenschappelijk medewerker van het A.P. Beerta-instituut                                                   | Jan Berns                 | Huub Stapel               |
| Sluizer             | Lid van het algemeen bestuur van de Stichting Historisch Boerderij-Onderzoek                                | R.C. Hekker               | Wim T. Schippers          |
| Valkema Blouw       | Lid van het algemeen bestuur en van de Technische Commissie van de Stichting Historisch Boerderij-Onderzoek | Loek Brandts Buys         | Allard van der Scheer     |
| Frans Veen          | Administratief ambtenaar van het A.P. Beerta-instituut                                                      | Bert Weijde               | Gerardjan Rijnders        |
| Winkler             | Cineast | Halbertsma                | Peter te Nuyl             |
| Moeder van Nicolien | Huisvrouw                                                                                                   | J.M. Haspers-van der Meer | Kitty Courbois            |